# Isoxya reuteri
Isoxya reuteri är en spindelart som först beskrevs av Lenz 1886.  Isoxya reuteri ingår i släktet Isoxya och familjen hjulspindlar.
Artens utbredningsområde är Madagaskar. Inga underarter finns listade i Catalogue of Life.